# معاهده هوانوردی غیرنظامی بین‌المللی
معاهده هوانوردی غیرنظامی بین‌المللی که به کنوانسیون شیکاگو نیز شناخته می‌شود مهم‌ترین معاهده مربوط به هوانوردی و حقوق هوایی است که اجرای آن از ۴ آوریل ۱۹۴۷ آغاز شد.
این کنوانسیون در کنفرانسی در شیکاگو به تصویب رسید که از ۱ نوامبر تا ۷ دسامبر ۱۹۴۴ (میلادی) با حضور بیش از پنجاه کشور که به دعوت دولت ایالات متحده آمریکا گرد هم آمده بودند. معاهده شیکاگو به تأسیس سازمان بین‌المللی هوانوردی غیرنظامی (ایکائو) انجامید و اساس‌نامه آن نیز به‌شمار می‌رود.
با امضای قرارداد شیکاگو، کنوانسیون مربوط به مقررات هوانوردی با نام دیگر "کنوانسیون ۱۹۱۹ پاریس" و معاهده هواپیمایی بازرگانی ۱۹۲۸ هاوانا بی‌اثر شدند.

## ایران
ایران نیز یکی از کشورهای مؤسس ایکائو و از نخستین امضاکنندگان معاهده بود. قانون اجازه الحاق دولت ایران به این کنوانسیون در ۳۰ تیر ۱۳۲۸ (خورشیدی) به تصویب مجلس شورای ملی رسید.

## ساختار
این کنوانسیون در ۹۶ ماده در ۲۲ فصل و یک شیوه‌نامه امضا در ۷ دسامبر ۱۹۴۴ در شیکاگو به زبان انگلیسی نوشته شده و رونوشت‌های روسی، فرانسوی و اسپانیایی آن ارزش برابر دارند.
هر سه رونوشت توسط کشورهای متعهد امضا شده و پس از آن به بایگانی دولت ایالات متحده بازگشته و رونوشت گواهی شده آن‌ها نیز به آن کشور و کشورهایی که قصد امضای آن را دارند، تحویل می‌شود.